# Éric Navet
Éric Paul Alain Navet (Bayeux, 9 de mayo de 1959) es un jinete francés que compitió en la modalidad de salto ecuestre.
Participó en tres Juegos Olímpicos de Verano, entre los años 1984 y 2004, obteniendo una medalla de bronce en Barcelona 1992, en la prueba por equipos (junto con Hervé Godignon, Hubert Bourdy y Michel Robert), y el 6 lugar en Los Ángeles 1984, en la prueba individual.
Ganó seis medallas en el Campeonato Mundial de Saltos Ecuestres entre los años 1990 y 2002, y dos medallas en el Campeonato Europeo de Saltos Ecuestres, oro en 1991 y bronce en 1993.

## Palmarés internacional
| Juegos Olímpicos   | Juegos Olímpicos              | Juegos Olímpicos  | Juegos Olímpicos |
| Año                | Lugar                         | Medalla           | Categoría        |
| ------------------ | ----------------------------- | ----------------- | ---------------- |
| 1992               | Barcelona (España)            | Medalla de bronce | Por equipos      |
| Campeonato Mundial |                               |                   |                  |
| Año                | Lugar                         | Medalla           | Categoría        |
| 1990               | Estocolmo (Suecia)            | Medalla de oro    | Individual       |
| 1990               | Estocolmo (Suecia)            | Medalla de oro    | Por equipos      |
| 1994               | La Haya (Países Bajos)        | Medalla de plata  | Por equipos      |
| 1998               | Roma (Italia)                 | Medalla de plata  | Por equipos      |
| 2002               | Jerez de la Frontera (España) | Medalla de oro    | Por equipos      |
| 2002               | Jerez de la Frontera (España) | Medalla de plata  | Individual       |
| Campeonato Europeo |                               |                   |                  |
| Año                | Lugar                         | Medalla           | Categoría        |
| 1991               | La Baule (Francia)            | Medalla de oro    | Individual       |
| 1993               | Gijón (España)                | Medalla de bronce | Por equipos      |